# Гленн, Фредди
Фредди Ли Гленн (англ. Freddie Lee Glenn; 6 января 1957, Сент-Питерсберг (Флорида), Флорида) — американский убийца, который по мнению следствия в период с 19 июня по 1 июля 1975 года вместе с сообщниками совершил серию из 3 убийств в городе  Колорадо-Спрингс, в штате Колорадо. Одной из его жертв стала родная сестра известного американского актера Келси Граммера. Свою вину в совершении убийств Гленн отрицал более 40 лет, которые он провел в заключении, однако впоследствии признал свою вину в убийстве Карен Граммер, заявив, что во время совершения убийства находился в состоянии алкогольного и наркотического опьянения. В 2022 году, проведя в тюрьме 47 лет, Фредди Гленн стал вторым осужденным в истории штата Колорадо по длительности отбывания уголовного наказания.

## Ранние годы
Фредди Гленн родился 6 января 1957 года в городе Сент-Питерсберг, штат Флорида в семье военного. Был вторым ребенком в семье из четырех детей.   В начале 1970-х его семья переехала в Форт-Луис, штат Вашингтон, где продолжил службу его отец. Гленн рос в социально-неблагополучной обстановке, его отец проявлял агрессию по отношению к своим детям и матери Фредди. Из-за материальных трудностей Фредди Гленн в 16 лет бросил школу и начал трудовую карьеру. Осенью 1974 года 17-летний Фредди по совету своей матери переехал в штат Колорадо. Он остановился в городе Колорадо-Спрингс неподалеку от военной базы Форт-Карсон, где работала его тетя. При ее поддержке Гленн  трудоустроился на базе Форт-Карсон нашел жилье в городе в одном из социально-жилищных комплексов, где проживали солдаты, проходившие службу на военной базе. Там же произошло знакомство Гленна с  будущим серийным убийцей 20-летним Майклом Корбеттом и Ларри Данном, которые в то время проходили военную службу в армии США на базе Форт-Карсон. Так как Гленн имел собственный автомобиль, он вскоре начал проводить много времени с Корбеттом и Данном, которые испытывали материальные трудности.

## Убийство Карен Граммер
18-летняя Карен Граммер пропала без вести вечером 1 июля дожидаясь своего жениха возле ресторана, который был незадолго до ее исчезновения ограблен группой молодых афроамериканцев. На следующий день труп девушки был обнаружен недалеко от жилищного комплекса Arbada House Apartments возле трейлерного парка. Девушка была изнасилована и умерла от ножевого ранения в горло. Перед смертью Карен Граммер сумела проползти около 50 ярдов и оставить свои окровавленные отпечатки пальцев на двери одного из трейлеров.

## Расследование
В ходе расследования, которое проводил известный детектив Лу Смит, выяснилось что в ту ночь было ограблено ещё два магазина, в совершении которых также были замечены трое афроамериканцев. Все места ограблений, а также место обнаружения трупа Карен Граммер находились недалеко от жилищного комплекса Arbada House Apartments, в котором проживали в основном представители маргинального слоя общества. В ходе опроса жителей квартир комплекса выяснилось, что трое афроамериканцев недавно покинули одну из квартир, которую снимал Фредди Гленн и два его соседа - Майкл Корбетт и Ларри Данн. В ходе обыска квартиры было найдено водительское удостоверение 21-летнего Уинслоу Уотсона, который был застрелен 25 июля в Колорадо-Спрингс.
В ходе дальнейшего расследования нашлись несколько свидетелей, утверждающих что Корбетт причастен ещё к двум убийствам. На основании этих фактов все трое были объявлены в розыск. Вскоре в Новом Орлеане был арестован Ларри Данн, который в обмен на иммунитет от судебного преследования пошёл на сделку с правосудием и согласился сотрудничать со следствием. Согласно его показаниям, на военной базе Форт-Карсон среди солдат, принимавших участие в войне во Вьетнаме возникло несколько преступных банд, которые совершали ограбления в Колорадо-Спрингс с целью удовлетворить материальные потребности. Лидером одной из банд был Майкл Корбетт, который был инициатором нескольких ограблений и непосредственным исполнителем убийств.
Так по свидетельству Данна, Корбетт 19 июня 1975 года ограбил и убил работника отеля 29-летнего Дэниела Ван Лона, в этом преступлении ему помог Фредди Гленн. Добычей преступников стали всего лишь 50 центов. Погибший Ван Лон был ветераном войны во Вьетнаме. Через 8 дней Корбетт совершил еще одно убийство, заманив и зарезав в парке 19-летнего Уинфреда Проффитта якобы с целью продажи марихуаны. Проффитт как и его убийца Корбетт был рядовым армии США и проходил службу на базе Форт-Карсон, где служил Корбетт. В этом убийстве согласно показаниям Данна, Корбетту также ассистировал Фредди Гленн.
Последним известным Данну убийством - было убийство Уинслоу Уотсона, которого Майкл Корбетт застрелил вместе с Гленном. По свидетельству Данна, в убийстве Карен Граммер - Корбетт участия не принимал. Граммер после похищения привезли в апартаменты, где жили преступники, после чего она была изнасилована. Поздно вечером 1 июля девушку вывезли на пустырь возле трейлерного парка, недалеко от которого Фредди Гленн перерезал ей горло и оставил умирать на дороге. В этом преступлении помимо Данна и Гленна принимал участие ещё один сообщник Эрик Макклеод. По свидетельству Макклеода и Данна, убийство Фредди Гленн совершил находясь в наркотическом опьянении, незадолго перед этим приняв дозу ЛСД. На основании показаний Ларри Данна, в течение лета и осени все преступники были арестованы. Фредди Гленн был арестован 31 августа 1975 года. Преступникам было инкриминировано обвинение в 5 убийствах и 9 вооружённых ограблениях.

## Суд
Судебные процессы над Майклом Корбеттом и Фредди Гленном проходили раздельно. В обоих случаях основным свидетелем обвинения выступил Ларри Данн. Майкл Корбетт был обвинен в убийстве 3 человек и совершении ряда ограблений. Фредди Гленн был обвинен в убийстве Карен Граммер и соучастии еще в двух убийствах. Эрик Маклеод был обвинен в изнасиловании и соучастии в убийстве Граммер. Фредди Гленн всячески отстаивал свою невиновность во всех инкриминируемых ему убийствах настаивая на том, что его участие во всех ограблениях и убийствах сводилось только к роли водителя автомобиля, на котором передвигались преступники. Тем не менее Майкл Корбетт на основе ряда улик и свидетельских показаний был приговорен к смертной казни в 1976 году.
Фредди Ли Гленн также был приговорен к смертной казни 7 мая 1976 года. Прямых улик против Гленна не существовало и он был осужден только на свидетельских показаний, которые против него дал Ларри Данн. Впоследствии Гленн утверждал, что обвинение в убийстве Граммер были выдвинуто только за отказ сотрудничества со следствием и дачи показаний против Майлка Корбетта. Эрик Макклеод также как и Ларри Данн совершил сделку с правосудием, он дал показания против Фредди Гленна, признал свою вину в изнасиловании Карен Граммер и соучастие в ее убийстве и получил в качестве наказания 11 лет лишения свободы. Ларри Данну обвинений предъявлено не было.

## В заключении
После ряда постановлений Верховного суда США, которые подвергли сомнению применение смертной казни в некоторых штатах, штат Колорадо в 1978 году заменил смертный приговор Корбетту и Гленну на пожизненное лишение свободы с правом условно-досрочного освобождения. Фредди Гленн получил право подать запрос на условно-досрочное освобождение в 2009 году. За годы заключения Гленн принял Ислам и изменил свое имя на Сияни Фунсани Масамба. В 2009 году состоялись первые слушания по его УДО, но его запрос был отклонен из-за протеста Келси Граммера, брата убитой Карен Граммер. В 2014 году Гленн повторно подал запрос на условно-досрочное освобождение, но ему снова было отказано из-за протеста Келси Граммера и запрещено подавать ходатайства до 2017 года.
Фредди Глен даже по истечении более 40 лет заключения настаивал на своей невиновности. В 2015 году он заявил, что настоящим убийцей Карен Граммер является Ларри Данн. Эрик Макклеод — последний известный следствию сообщник преступников, в апреле 2015 года подтвердил показания Гленна, заявив, что на суде 1976 года лжесвидетельствовал на суде против Гленна из-за оказанного на него давления следствием. Макклеод в качестве убийцы Граммер также идентифицировал Ларри Данна.. Майкл Корбетт в апреле 2014 года чистосердечно признался в том, что является непосредственным исполнителем убийств Уинфреда Проффитта, Дэниела Ван Лона и других, и заявил, что Фредди Гленн никакого участия в них не принимал.
Однако эти заявления не произвели впечатления на Келси Граммера, в декабре 2017 года — на очередных слушаниях по поводу возможного условно-досрочного освобождения Фредди Ли Гленна, Граммер заявил, что простил всех преступников, но тем не менее выразил протест против освобождения Гленна и желание, чтобы Гленн находился в заключении вплоть до своей смерти, после чего Глену снова было отказано в УДО. Основной свидетель обвинения Ларри Данн, на показаниях которого была основана доказательная база обвинений против Гленна — умер в 2009 году.
Осенью 2022 года 65-летний Фредди Гленн в четвертый раз подал ходатайство на условно-досрочное освобождение. На слушаниях Гленн неожиданно озвучил другую версию событий, которые произошли во время убийства Карен Граммер. На этот раз Гленн признал, что убийство девушки совершил он, находясь в состоянии алкогольного и наркотического опьянения, однако впоследствии заявил о том, что не помнит момент нанесения ударов ножа по жертве из-за последствий антероградной амнезии и аффекта, вызванными употреблением наркотиков. Во время рассмотрения его ходатайства, члены комиссии по условно-досрочному освобождению отметили, что он за годы заключения заработал репутацию образцового заключенного,  прошел все доступные ему реабилитационные программы, прошел обучение по получению нескольких профессий и являлся наставником многих других заключенных. Начиная с 1985 года он не подвергался ни единому дисциплинарному взысканию со стороны администрации тюрьмы за нарушения правил и положений режима содержания, тем не менее его готовность к освобождению была подвергнута сомнению так как за 47 лет заключения он поведал несколько версий развития событий, при которых произошло убийство Карен Граммер, а факты уголовного дела и его роль в преступлениях с годами стали все более запутанными. В качестве аргументов готовности к освобождению и для возвращения в общество, Гленн привел наличие у него невесты, с которой он познакомился еще в 1975 году незадолго до ареста, наличия у него дома, возможности трудоустройства и множество писем с поддержками от друзей, родственников и других осужденных, которые заявили что во время заключения Фредди Гленн был их духовным наставником и помог изменить жизнь к лучшему. Гленн утверждал что его дальнейшее пребывание в тюрьме не имеет никакой цели в силу его пожилого возраста, достигнутых результатов и времени отбывания уголовного наказания. Тем не менее, в декабре того же года ему в очередной раз было отказано в условно-досрочном освобождении. В очередной раз он сможет подать подобное ходатайство в ноябре 2027 года, когда ему исполнится 70 лет.